# Pimenta richardii
Pimenta richardii är en myrtenväxtart som beskrevs av George Richardson Proctor. Pimenta richardii ingår i släktet Pimenta och familjen myrtenväxter. IUCN kategoriserar arten globalt som starkt hotad. Inga underarter finns listade i Catalogue of Life.